# Ardisia kerrii
Ardisia kerrii là một loài thực vật có hoa trong họ Anh thảo. Loài này được Craib mô tả khoa học đầu tiên năm 1911.